# الخطوط الجوية النمساوية

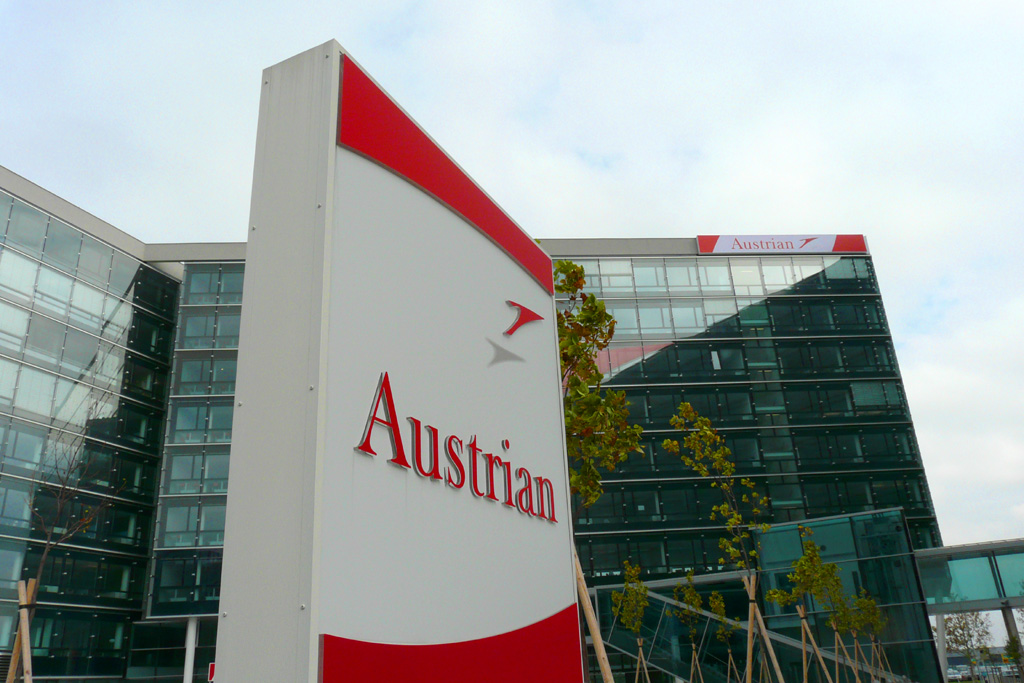
مبنى الخطوط الجوية النمساوية

الخطوط الجوية النمساوية (بالإنكليزية: Austrian Airlines) هي شركة الطيران الوطنية في النمسا، وهي إحدى الشركات التابعة لمجموعة لوفتهانزا، يقع مقرها الرئيسي في فيينا عاصمة النمسا، وتتخذ من مطار فيينا الدولي مركزاً لعملياتها، تقدم الخطوط النمساوية خدماتها لأكثر من 130 وجهة في آسيا، أوروبا، أفريقيا وأمريكا الشمالية، وتعد الخطوط النمساوية عضو في تحالف ستار العالمي.
منذ 1 يوليو 2012، وحتى 31 مارس عام 2015، يتم تشغيل جميع رحلات الخطوط الجوية النمساوية بواسطة الخطوط الجوية تيرولين التابعة لها، تحت اسم العلامة التجارية النمساوية.

## وصلات خارجية
- الموقع الرسمي للشركة (بالإنجليزية)
- تفاصيل أسطول الخطوط الجوية النمساوية (بالإنجليزية)